# 函館市民体育館
函館市民体育館（はこだてしみんたいいくかん・1975年2月21日 - 2015年1月12日閉館）は、かつて北海道函館市にあった屋内スポーツ施設。

## 概要
1973年（昭和48年）10月着工。1975年（昭和50年）2月21日完成。
2009年（平成21年）より指定管理者制度が導入され、財団法人函館市文化・スポーツ振興財団が管理運営に当たっていた。
2015年（平成27年）、老朽化と新たに函館アリーナが建設されることに伴い閉館・解体となった。閉館までの総入場者数は1千万人を超えていた。跡地は同アリーナの駐車場となっている。

## 施設
- 競技場：1,720m2
  - 2階固定スタンド約1,000席
  - 移動椅子席約2,000席
  - バスケットボール2面
  - バレーボール3面
  - テニス2面
  - バドミントン8面
  - 卓球21台
  - ハンドボール1面
  - 柔道、剣道、体操など
- 第1体育室：393.6m2
  - バスケットボール1面
  - 卓球12台
- 第2体育室：192m2
  - 柔道72畳
- 第3体育室：192m2
  - 剣道・空手
- 第4体育室：110m2
  - 剣道・空手
- トレーニング室
- 幼児体育室
- 第1会議室
- 第2会議室
- 第3会議室

## 主な大会・イベント
- 2008年（平成20年）に男子プロバスケットボール・レラカムイ北海道の公式戦が行われ、女子バスケットボール・Wリーグ公式戦開催実績もある。
- バレーボール・Vリーグ、日本ハンドボールリーグの公式戦も開かれた。
- 函館市内のプロレス会場としても使われる。メジャー団体はもちろんのこと、函館市出身のグレート小鹿が社長を務めていた当時の大日本プロレスも毎年興行を打っていた。
- かつてはプロボクシング興行に使用され、1978年（昭和53年）9月29日に地元出身である杉谷実の凱旋試合も行われたことがある。
- 毎年1月の成人の日には『函館市成人祭』が同体育館を会場に行われていた。2015年1月12日の第67回成人祭が同館の最終興行となり、同日の午後3時頃に完全閉鎖し40年の歴史にピリオドを打った[1]。

## 交通アクセス
- 函館市電函館アリーナ前停留場から徒歩約3分